# Hangburg

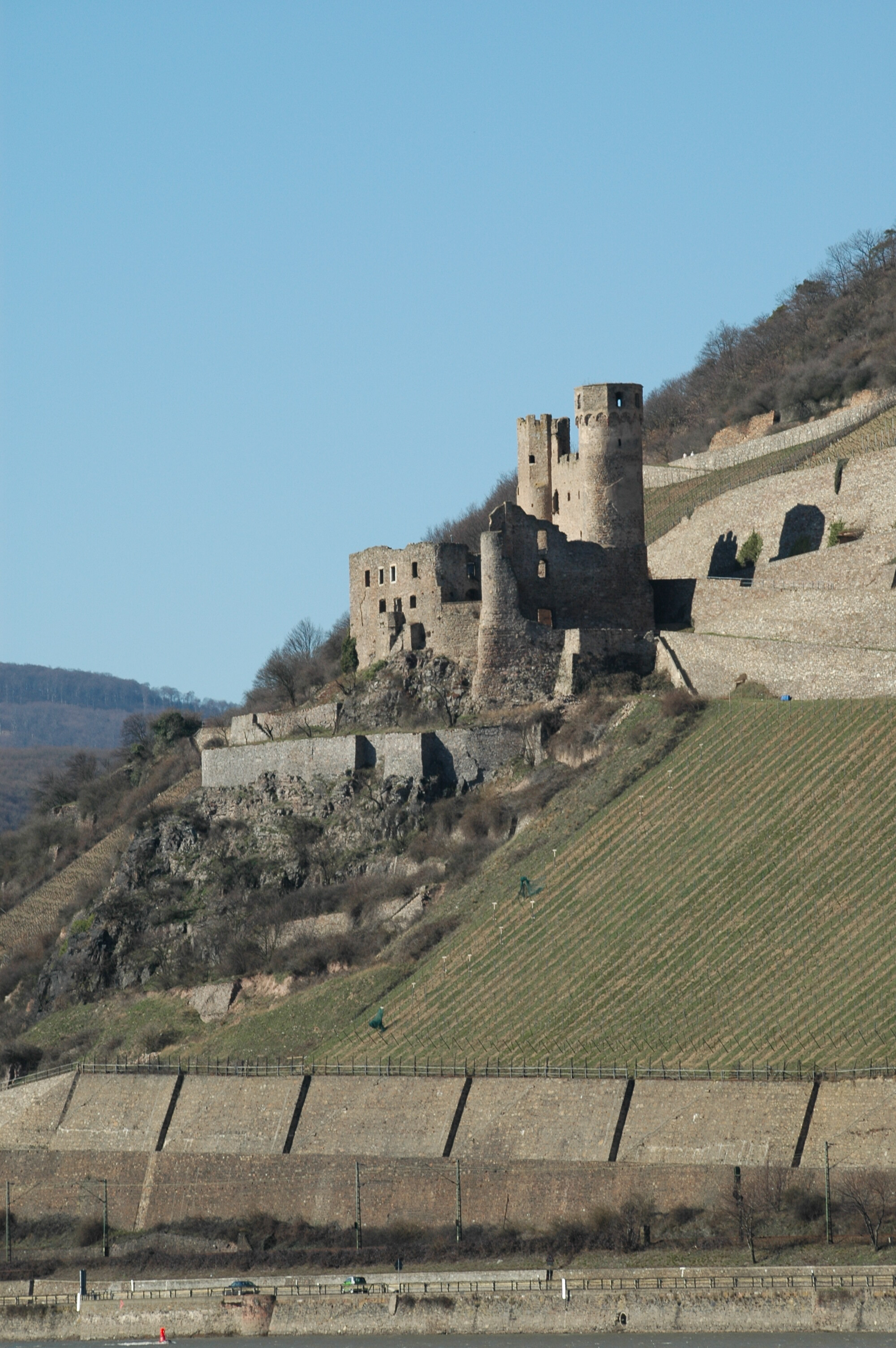
Die Burg Ehrenfels am Rhein

Eine Hangburg wird nach ihrer Lage im Gelände benannt und liegt am Hang eines Berges unterhalb des Gipfels. Sie ist somit eine Art der Höhenburg. Der Bautyp kam in der zweiten Hälfte des 11. Jahrhunderts auf.
Burgen dieser Art waren besonders durch Angriffe vom höher gelegenen Gelände gefährdet, weshalb sie dorthin oft durch eine Schildmauer oder einen Bergfried, oftmals auch durch eine Kombination dieser beiden passiven Verteidigungsbauwerke besonders geschützt wurden.
Der Vorteil einer Hangburg war die wesentlich niedrigere Brunnentiefe. Gerade der Bau des Burgbrunnens stellte bei vielen Burgen sowohl den teuersten als auch den langwierigsten Abschnitt des Burgenbaus dar. Daher wurde oft auch mit Hilfe von Eseln als Transporttiere über extra hierfür angelegte Eselswege die Wasserversorgung sichergestellt.
In den deutschen Mittelgebirgen befinden sich zahlreiche Hangburgen, besonders an Bach- und Flusstälern wie z. B. am Mittelrhein. Sie wurden oft als Zollburgen errichtet und lagen nahe den Handelswegen. Insgesamt machen sie unter allen Burgenarten, die man in der Burgenforschung aufgrund ihrer topographischen Lage unterscheidet, jedoch weniger als 1 % aus, weil sie wegen der drohenden Überhöhung an der Bergseite enorme strategische Nachteile hatten.
Beispiele für Hangburgen sind die Burg Ehrenfels in Rüdesheim und die Rietburg bei Rhodt in der Pfalz.